# Забуженко Едуард Ігоревич
Едуард Ігоревич Забуженко (нар. 18 квітня 1998) — український легкоатлет, який спеціалізується в спортивній ходьбі.
На національних змаганнях представляє Київську область.
Тренується під керівництвом заслуженого тренера України Анатолія Соломіна.

## Спортивні досягнення
Бронзовий призер чемпіоната Європи серед юніорів у ходьбі на 10000 м (2017).
4-е місце на чемпіонаті Європи серед молоді у ходьбі на 20 км (2019).
Чемпіон та призер чемпіонатів України у ходьбі на 20 км.

## Основні міжнародні виступи
| Рік  | Змагання                            | Місто     | Місце | Дисципліна     | Примітки |
| ---- | ----------------------------------- | --------- | ----- | -------------- | -------- |
| 2015 | Кубок Європи з ходьби               | Мурсія    | 18    | ходьба 10 км   | U20      |
| 2015 | Чемпіонат світу серед юнаків        | Калі      | 16    | ходьба 10000 м |          |
| 2016 | Командний чемпіонат світу з ходьби  | Рим       | 20    | ходьба 10 км   | U20      |
| 2016 | Чемпіонат світу серед юніорів       | Бидгощ    | 23    | ходьба 10000 м |          |
| 2017 | Кубок Європи з ходьби               | Подєбради | 10    | ходьба 10 км   | U20      |
| 2017 | Чемпіонат Європи серед юніорів      | Гроссето  | 3     | ходьба 10000 м |          |
| 2018 | Командний чемпіонат світу з ходьби  | Тайцан    | 78    | ходьба 20 км   |          |
| 2019 | Кубок Європи з ходьби               | Алітус    | 11    | ходьба 20 км   |          |
| 2019 | Чемпіонат Європи серед молоді       | Євле      | 4     | ходьба 20 км   |          |
| 2019 | Чемпіонат світу                     | Доха      | 34    | ходьба 20 км   |          |
| 2021 | Командний чемпіонат Європи з ходьби | Подєбради | 9     | ходьба 20 км   | [ 2 ]    |